# ژوراولی (سرزمین آلتای)
ژوراولی (به لاتین: Zhuravli) یک منطقهٔ مسکونی در روسیه است که در سرزمین آلتای واقع شده‌است.